# Cattedrale di Nottingham
La cattedrale di Nottingham è un edificio religioso cattolico di Nottingham che è anche la cattedrale della diocesi di Nottingham in Inghilterra.
Si trova all'incrocio tra Derby Road e North Circus Street.

## Storia
La cattedrale fu costruita tra il 1841 e il 1844, 15 anni dopo il Roman Catholic Relief Act 1829 che pose fine alla maggior parte delle restrizioni e discriminazioni imposte ai cattolici nel Regno Unito, costando quindi £ 15.000 (equivalente a 1.210.000 nel 2012). Una parte significativa di questo costo è pagata dal conte di Shrewsbury (capo della famiglia cattolica inglese allora più importante dopo i Duchi di Norfolk).
L'architetto è Augustus Peguin, famoso per aver progettato gli interni del Palazzo di Westminster. È costruita in stile neogotico inglese, anche se, al contrario, la Cappella del Santissimo Sacramento è molto riccamente decorata.
Pugin fu mantenuto come architetto dal reverendo Robert Willson, allora sacerdote incaricato di Nottingham. Nel 1842 fu nominato vescovo di Hobart in Tasmania, lasciando l'opera incompiuta.
Dopo il ripristino della gerarchia cattolica nel Regno Unito nel 1850, per decreto di Papa Pio IX, la chiesa fu elevata al rango di cattedrale nel 1852, diventando così una delle prime quattro cattedrali cattoliche in Inghilterra e Galles dall'allora scisma anglicano.
Il clero della cattedrale serve anche le chiese di Notre-Dame, Saint-Patrick e Saint-Augustin.